# المطاحن الأولى
شركة المطاحن الأولى هي شركة تختص في إنتاج مادة الدقيق والأعلاف والنخالة في عدة مناطق بالمملكة العربية السعودية.

## التاريخ
تأسست شركة المطاحن الأولى في عام 2017 وكان ذلك نتيجة لخصخصة الهيئة العامة للأمن الغذائي، وفي عام 2020 أٌعلن المركز الوطني للتخصيص والهيئة العامة للأمن الغذائي اكتمال عملية التخصيص لمستثمرين من القطاع الخاص. 

## وصلات خارجية
- الموقع الرسمي للمطاحن الأولى